# Saipa Football Club
Il Saipa Football Club (in persiano باشگاه فوتبال سايپا‎) è una società calcistica con sede a Teheran, in Iran. Milita nella Lega Azadegan, la seconda serie del campionato iraniano di calcio.
Fondata nel 1989 dalla casa automobilistica SAIPA, acronimo dal francese Société Anonyme Iranienne de Production Automobile, disputa le partite interne allo stadio Takhti (30 122 posti). 
Sotto la guida di Ali Daei, vinse il campionato nazionale nel 2006-2007. Ha vinto anche 2 campionati di seconda serie e una Coppa d'Iran.

## Palmarès

### Competizioni nazionali
- Campionato iraniano: 1

2006-2007
- Campionato iraniano di seconda divisione: 1

1993-1994, 1994-1995
- Coppa d'Iran: 1

1993-1994

### Altri piazzamenti
- Campionato iraniano:

Terzo posto: 2000-2001, 2005-2006
- Coppa d'Iran:

Semifinalista: 1999-2000, 2003-2004, 2018-2019
- Lega Azadegan:

Terzo posto: 2024-2025
- AFC Champions League:

Semifinalista: 1995

## Allenatori
| Nome                  | Periodo   | Trofei                          |
| --------------------- | --------- | ------------------------------- |
| Bijan Zolfagharnasab  | 1993-97   | 2 Lega Azadegan, 1 Coppa d'Iran |
| Nasrollah Abdollahi   | 1997-00   |                                 |
| Behtash Fariba        | 2000-01   |                                 |
| Hamid Alidoosti       | 2001-02   |                                 |
| Giovanni Mei          | 2002-03   |                                 |
| Mohammad Mayeli Kohan | 2003-04   |                                 |
| Bijan Zolfagharnasab  | 2004-06   |                                 |
| Werner Lorant         | 2006      |                                 |
| Ali Daei              | 2006-08   | 1 Persian Gulf Pro League       |
| Pierre Littbarski     | 2008      |                                 |
| Mohammad Mayeli Kohan | 2008-11   |                                 |
| Majid Saleh           | 2011-12   |                                 |
| Mojtaba Taghavi       | 2012-13   |                                 |
| Engin Fırat           | 2013-14   |                                 |
| Majid Jalali          | 2014-16   |                                 |
| Hossein Faraki        | 2016-17   |                                 |
| Ali Daei              | 2017-19   |                                 |
| Ebrahim Sadeghi       | 2019-oggi |                                 |